# Sarotherodon galilaeus
Sarotherodon galilaeus és una espècie de peix de la família dels cíclids i de l'ordre dels perciformes.

## Subespècies
- Sarotherodon galilaeus borkuanus (Pellegrin, 1919)
- Sarotherodon galilaeus boulengeri (Pellegrin, 1903)
- Sarotherodon galilaeus galilaeus (Linnaeus, 1758)
- Sarotherodon galilaeus multifasciatus (Günther, 1903)
- Sarotherodon galilaeus sanagaensis (Thys van den Audenaerde, 1966)[1]